# Гонсалес, Луиса
Луи́са Магдале́на Гонса́лес Альси́вар (исп. Luisa Magdalena González Alcivar; род. 22 ноября 1977, Чоне, Манаби, Эквадор) — эквадорский левоцентристский политик. Кандидат на пост президента на выборах 2023 и 2025 годов.

## Биография
Окончила Международный университет Эквадора (UIDE), где училась на юриста. Имеет степень магистра высшего менеджмента Института высших национальных исследований (Instituto de Altos Estudios Nacionales) и степень магистра международной экономики и развития Мадридского университета Комплутенсе. В 2005 году работала младшим научным сотрудником Международного университета Эквадора.
В 2007 году впервые выдвигалась в Национальный конгресс от провинции Пичинча по спискам правоцентристской Социал-христианской партии, но уже вскоре занимала разные должности в правительстве левого президента Рафаэля Корреа.
В 2008 году советник президентского Секретариата связи и информации при президенте, координатор отдела кадров Управления компаний президента. В 2010 году Генеральный координатор президентской стратегической повестки дня президента Рафаэля Корреа, Генеральный координатор отдела кадров, институционального развития и обучения, управления компаниями.
В 2011 году вице-консул, генеральный консул Эквадора в Мадриде. В 2014 году заместитель министра, затем министр туризма. В 2015 году заместитель главы канцелярии президента, затем глава администрации президента. В 2016 году первый заместитель Государственного управления при президенте.
Член ассамблеи провинции Манаби (2013—2021), избранная от Альянса ПАИС.
В 2017 году генеральный секретарь Управления компаний Кито, советник общественной компании Correos del Ecuador, затем министр труда.
С 2017 года генеральный консул Эквадора в Аликанте (Испания), затем Генеральный секретарь Управления компаний, ценных бумаг и страхования. Национальный секретарь (2018 год), советник (2019 год) Андского парламента.
На всеобщих выборах 7 февраля 2021 года была избрана депутатом Национального собрания от левоцентристского блока Союз ради надежды от своей родной провинции Манаби. В Национальном собрании проявила себя как один из самых стойких сторонников бывшего президента Рафаэля Корреа, которого обещает сделать своим ключевым советником в случае избрания на президентский пост.

## Выборы 2023 года

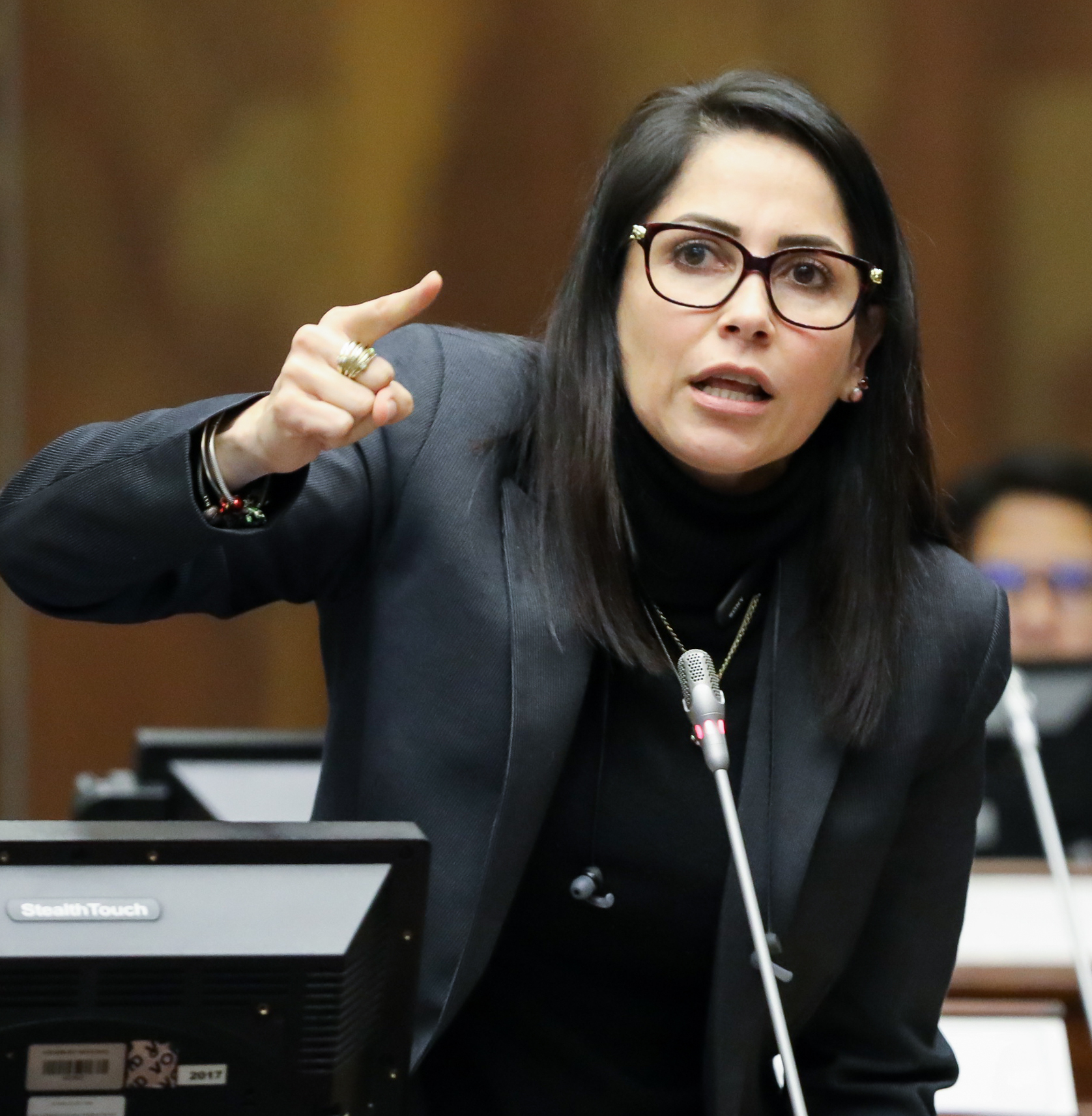
Л. Гонсалес в 2023 году

10 июня 2023 года выдвинута кандидатом на пост президента от движения «Гражданская революция» вместе с кандидатом на пост вице-президента Андресом Араусом. В ходе предвыборной кампании её стратегия была сосредоточена на создании положительного образа правительства Рафаэля Корреа (обещал сделать бывшего президента Корреа своим главным советником) и использовании таких лозунгов, как «Мы снова станем родиной» и «Возрождение родины». Её предложения включали возобновление политического курса Корреа, дополнительные инвестиции в национальную безопасность, создание двух новых университетов и расширение метро от Кито до Кальдерона. Заявляла, что будет относиться к Соединённым Штатам так же, как и к другим странам, и подчеркнула, что США должны уважать «самоопределение» и политический выбор её страны. В ходе общенационального референдума 20 августа 2023 высказывалась за добычу нефти на территории национального парка Ясуни, обосновывая это возможностями увеличения расходов на образование и экономику («за» высказалось 60 % населения).
По итогам первого тура выборов заняла 1-е место, получив более 3,3 млн голосов (33,6 %). 1 сентября она сообщила в Генеральную прокуратуру, что ей угрожали смертью, что побудило правительство предоставить ей вооружённую охрану. Проиграла во 2-м туре, набрав 4,87 млн голосов (48,17 %).